# Winter X Games XXIV
Winter X Games XXIV (X Games Aspen 2020) blev afholdt fra d. 22. januar til d. 26. januar 2020 i Aspen, Colorado, USA.
I modsætning til tidtigere X Games-events blev der fra 2020-udgaven ikke længere uddelt points til deltagerne.

## Medaljeoversigt

### Ski

#### Mænd
| Disciplin    | Guld            | Sølv           | Bronze         |
| ------------ | --------------- | -------------- | -------------- |
| Big Air      | Henrik Harlaut  | Birk Ruud      | Andri Ragettli |
| Slopestyle   | Colby Stevenson | Evan McEachran | Fabian Bösch   |
| SuperPipe    | Alex Ferreira   | Aaron Blunck   | Brendan Mackay |
| Knuckle Huck | Colby Stevenson | ikke uddelt    | ikke uddelt    |

#### Kvinder
| Disciplin  | Guld          | Sølv             | Bronze        |
| ---------- | ------------- | ---------------- | ------------- |
| Big Air    | Tess Ledeux   | Mathilde Gremaud | Sarah Höfflin |
| Slopestyle | Kelly Sildaru | Sarah Höfflin    | Maggie Voisin |
| SuperPipe  | Kelly Sildaru | Rachael Karker   | Cassie Sharpe |

### Snowboard

#### Mænd
| Disciplin    | Guld         | Sølv          | Bronze        |
| ------------ | ------------ | ------------- | ------------- |
| Big Air      | Max Parrot   | Mark McMorris | Sven Thorgren |
| Slopestyle   | Darcy Sharpe | Mons Røisland | Red Gerard    |
| SuperPipe    | Scotty James | Yuto Totsuka  | Jan Scherrer  |
| Knuckle Huck | Zeb Powell   | ikke uddelt   | ikke uddelt   |
| Rail Jam     | Jesse Paul   | Darcy Sharpe  | Sven Thorgren |

#### Kvinder
| Disciplin  | Guld              | Sølv          | Bronze           |
| ---------- | ----------------- | ------------- | ---------------- |
| Big Air    | Miyabi Onitsuka   | Kokomo Murase | Reira Iwabuchi   |
| Slopestyle | Jamie Anderson    | Laurie Blouin | Kokomo Murase    |
| SuperPipe  | Queralt Castellet | Kurumi Imai   | Haruna Matsumoto |

### Special Olympics
| Disciplin            | Guld                       | Sølv                          | Bronze                          |
| -------------------- | -------------------------- | ----------------------------- | ------------------------------- |
| Unified Snowboarding | Mike Schultz Daina Shilts  | Danny Davis Dmitrii Tiufiakov | Jack Mitrani Henry Meece        |
| Unified Ski          | Gus Kenworthy Palmer Lyons | Alex Ferreira Haldan Pranger  | Sarah Höfflin Kohlor Von Eschen |

### Snowmobiling / BikeCross
| Disciplin               | Guld            | Sølv            | Bronze           |
| ----------------------- | --------------- | --------------- | ---------------- |
| Adaptive Snow BikeCross | Mike Schultz    | Kevin Royston   | Kolleen Conger   |
| Snow BikeCross          | Cody Matechuk   | Yannick Boucher | Jesse Kirchmeyer |
| Para Snow BikeCross     | Doug Henry      | Brandon Dudley  | Leighton Lillie  |
| Snow Bike Best Trick    | Brett Turcotte  | Morgan Kaliszuk | Jackson Strong   |
| Snowmobile Freestyle    | Brandon Cormier | Daniel Bodin    | Willie Elam      |